# Юные воины из Когурё
Юные воины из Когурё (кор. 고구려의 젊은 무사들 Когурёе чольмын мусадыль) — северокорейский мини-мультсериал, снятый Корейской студией мультипликационных фильмов имени 26 апреля и транслировавшийся с 2010 по 2014 годы с перерывом в 2 года, в данном промежутке. Однако, несмотря на короткую продолжительность, мультфильм так и не удосужились перевести на другие языки, кроме корейского.

## Сюжет
Действия мультсериала происходит на Корейском полуострове в неопределённом промежутке эпохи Самгук. Сюжет разворачивается вокруг закадычных друзей Ыльги и Мудаля с их питомцами и их совместным путешествием, в качестве посланников, в Янъин, государство севернее Когурё и их общее противостояние с так называемой Волчьей стаей, которая 10 лет назад потерпела от этих двух государств поражение и хочет отомстить.

## Персонажи

### Когурё(고구려)
Одно из средневековых государств на территории Корейского полуострова. По ходу мультфильма выясняется его союзнические отношения с государством Янъин и то, что они оба страдали от агрессии Волчьей стаи
- Ыльги (을기) — главный герой мультсериала. Одет в синюю рубаху, белые штаны и чёрные сапоги. В раннем возрасте потерял свою мать, а его отец, Соллё, является генералом Когурё. По характеру добрый, искренний, справедливый и смелый, готовый помочь как людям, так и животным, но в бою он отнюдь не слаб и готов сражаться с любым врагом. По собственной инициативе отправился вслед за отцом в Янъин, по пути доказав своё право на это и готовность до конца выполнить свой долг. В финале стал генералом и с объединёнными войсками Янъина и Когурё победил вражеского Вождя со всей его армией и женился на янъинской принцессе, хоть это и не было показано.
- Мудаль (무달) — друг Ыльги, по совместительству, служащий его отца. Одет в коричневую рубаху, бежевые штаны и сапоги, а на голове носит бандану. Он не очень умён, но когда нужно помочь другу, то проявляет смекалку. Тренировался вместе с Ыльги, а потому его сила и навыки боя также высоки. Имеет шрам на левой руке, из-за чего староста Таллэмаля решил, что он — его сын, но по причине коротких сроков мультсериала этого не обнаружилось и не подтвердилось. В финале показано, как во время битвы он убил Акхитху и Ттунбо.
- Соллё (솔려) — генерал Когурё, отец Ыльги. Предан своей стране, мужествен и силён, несмотря на уже не юный возраст, при этом не лишён мудрости. 10 лет назад участвовал в отражении нападения Волчьей стаи на Янъин, и по прошествии этого срока, получив такое же известие об угрозе, вновь отправился туда. Узнав, что его сын последовал вслед за ним, сразился с ним на привале, после чего дал согласие на его сопровождение. Во второй серии старательно избегал козней Волчьей стаи, но в конце концов был отравлен стрелой Чорачхи, от чего и умер.
- Мальбёльбаги (말별박이) — конь Ыльги. Лучший друг Квири. Вместе с последним, сопровождает своих хозяев в путешествии.
- Квири (귀리) — пёс породы пхунсан, принадлежащий Мудалю. Лучший друг Мальбёльбаги. Добр, но может быть и жёстким, что наглядно демонстрирует на врагах, независимо от их размера, что также говорит о том, что он бесстрашен.  Способен ехать верхом на лошади и при этом не падая.

### Янъин (양인국)
Государство, граничащее с Когурё на севере и являющееся его союзником. На момент действий, правящая семья Волчьей стаи хочет женить своего наследника на принцессе этого государства, чтобы присоединить его к себе и, в дальнейшем, вполне вероятно, атаковать Когурё общими силами.
- Император (양인국왕) — правитель Янъина. Попросил помощи у Когурё в предстоящей конфронтации с Волчьей стаей, прекрасно помня о их помощи 10 лет назад и о том, как генерал Соллё спас его во время одного из боёв. В четвёртой серии, к нему прибыл Акхитха с требованием выйти замуж за его дочь, на что император ответил, что он получит на это право, если его воин выиграет в турнире, но из-за Ыльги планы принца Волчьей стаи были сорваны. Из-за козней последних не сразу принял Ыльги, но в конце концов осознал свою ошибку
- Принцесса (공주) — дочь императора, ставшая целью Волчьей стаи и принца Акхитхы. Не желая выходить за него замуж, переоделась в солдата и пошла на турнир, на котором по воле случая встретила Ыльги с его друзьями. В дальнейшем пытается вытащить Ыльги, которого несправедливо обвинили, но в конечном итоге оказывается захваченной Чорачхи. Тем не менее, её спасает Ыльги и судя по всему, в финале, принцесса выходит за него замуж, хоть это и не было показано.
- Айа (아야) — маленькая девочка из Янъина, которая впервые появилась в 3 серии. При неизвестных обстоятельствах её отец исчез, а потому она и живёт с дедушкой. По ошибке, посчитала Мудаля своим пропавшим отцом и в дальнейшем нередко называет его папой. В той же серии, вместе с дедушкой стала жертвой Волчьей стаи, из-за чего Мудаля и Ыльги посчитали убийцами и принялись преследовать. Тем не менее она выжила и, благодаря усилиям таллэмальцев, восстановилась в следующей серии. В пятой серии была вновь похищена Волчьей стаей, из-за чего Ыльги вновь пришлось её спасать. Затем, после очередного обвинения и пленения Ыльги , вместе с таллэмальцами и Мудалем добивалась его помилования.
- Таллэмальцы (달래말사람들) — жители деревни Таллэмаль, находящейся в Янъине. В четвёртой серии, когда героев чуть не убила Волчья стая, а потом и пришедший медведь, помогли им. Позже, узнав, что главные герои обвиняются в убийстве проявили подозрение и изгнали их из деревни. Но позднее, когда они подверглись нападению медведя, во время охоты, и столкнулись с визитом принца Акхитхы, они увидели, как Ыльги и Мудаль рискуют своими жизнями, чтобы разрешить недоразумение, в результате чего стали сопровождать их.
- Тэбо (대보) — премьер-министр Янъина, питающий уважение к Соллё из Когурё, с которым не понаслышке знаком. Несмотря на возраст, по прежнему силён и готов сражаться даже с превосходящими силами. Очень заботится о благосостоянии своего государства. Поначалу он не доверят Ыльги, но, узнав об обстоятельствах и утверждении последнего, что он сын Соллё, начинает относиться к нему с тем же уважением, как и к его отцу. Но вскоре, после отправления к принцессе и императору, с просьбой помиловать Ыльги, был убит сестрой Чорачхи, перед этим, правда, убив почти всех нападавших и даже повалив Ттунбо.

### Волчья стая (늑대족)
Антагонисты всего мультфильма. За десять лет до основного сюжета, вторглись в Янъин но встретили сильный отпор как от государства, в которое они вторглись, так и подоспевшего ему на подмогу войска из Когурё, из-за чего пришлось отступить. По видимому, представители Волчьей стаи являются полу-кочевым народом, воины которого беспощадны, проворны и мобильны, и не остановятся ни перед чем, ради достижения своих целей. В качестве оружия, пользуются луками, пиками с шипованными наконечниками и крисами (причём как кинжалами, так и мечами, под них стилизованными) с рукоятью в виде волчьей лапы, и вдобавок приручили волков. Также их воины используют волчьи шкуры, чтобы притворяться ими. Причём, в замаскированном виде используют и повадки волков, из-за чего, их до последнего момента считают животными, а сильным психологическим эффектом является то, когда эти «волки» встают на задние лапы.
- Чорачхи (조라치) — глава одного из отрядов Волчьей стаи и несмотря на подчинённость Вождю и его семье, является главным антагонистом всего мультсериала. Вместе со своим отрядом скрывается в янъинских горах, и выполняют свою миссию по указаниям «Черного Призрака» и информации от своей сестры. Одет в чёрную одежду, поверх которой носит накидку, краги и поножи из волчьей шкуры. При этом, накидка и поножи подпоясаны красными поясом и лентами соответственно, а поверх краг прикреплены два параллельных лезвия (вероятно для того, чтобы блокировать клинки). Также имеет длинные волосы, часть которых заплетена в косу, бандану с золотым символом Волчьей стаи, по золотой серьге в каждом ухе и ожерелье с волчьими зубами, а лицо украшает боевая раскраска. 10 лет назад, когда Волчья стая в первый раз вторглась в Янъин, его отец, в попытке убить императора, был убит Соллё, из-за чего у Чорачхи глубокая ненависть по отношению к когурёсцам и Когурё в целом. Сам же Чорачхи ужасный, жестокий, коварный и хладнокровный человек, знающий что для достижения целей хороши любые средства. Кроме того, сам превосходный боец, способный в прямом бою расправиться с любым противником слабее вражеских генералов, но чаще всего предпочитает действовать скрытно. Во второй серии, отомстил за своего отца, наконец убив Соллё, после чего переключился на Ыльги и неоднократно пытался убить сына своего поверженного врага. В конце концов, встретился с Ыльги лицом к лицу, при попытке похитить принцессу, и вступил с ним в яростный поединок, в котором оказался побеждён и сброшен в реку. Тем не менее, это говорит о том, что Чорачхи мог выжить и избежать разгрома с остальной Волчьей стаи, из-за чего можно предположить что его дальнейшая судьба неизвестна.
- Вождь стаи (늑대족 대추장) — предводитель Волчьей стаи, отец принца Акхитхы. Он лично принимал участие в первом вторжении в Янъин, но благодаря усилиям генерала Соллё, потерпел поражение. На протяжении 10 лет, он наращивал свою мощь. Несмотря на то, что он является владыкой, его роль чисто второстепенная: несмотря на то, что Вождь обладает незаурядным умом и коварством, он практически не действует лично, а только раздаёт приказы и передаёт отряду Чорачхи поручения, причём как с помощью своего коршуна, так и через посредников (сына, Нульджи и сестры лидера отряда). В финале он вновь вторгается в Янъин во главе большой армии, но был побеждён и убит Ыльги, который к этому времени стал генералом.
- Акхитха (아키타) — принц Волчьей стаи, сын её Вождя. Одет в чёрные одежды, украшенные волчьей шерстью и золотыми символами Волчьей стаи, а его накидка местами украшена перьями. В четвёртой серии, прибыл к янъинскому императору с требованием выйти замуж за его дочь, на что император ответил, что он получит на это право лишь в том случае, если его воин выиграет в турнире, но из-за Ыльги планы принца Волчьей стаи были сорваны. В общем, Акхитха очень амбициозен и высокомерен, из-за чего зачастую недооценивает своих противников. А также самоуверен, вспыльчив и жесток. В конечном итоге, был убит Мудалем.
- Ттунбо (Толстяк; 뚱보) — непосредственный подчиненный Чорачхи и второй в его отряде. Он тучного телосложения, но, а может и благодаря этому, довольно высок и имеет татуировку на бритой голове. Также имеет тонкие усы и бородку. Из одежды носит только штаны и накидку из волчьей шерсти на голый «торс». Любит поесть, по понятным причинам. При себе носит длинную верёвку, которую обвязывает вокруг своих рук, в результате чего середина этой верёвки находится у него за шеей. Также, как и Чорачхи, Ттунбо маскируется под торговцев и жителей Янъина с задачей доставить героям проблем, тогда же он надевает рубаху и обувь. Тем не менее, когда дело доходит до прямого боя, Ттунбо тут же становится труслив и демонстрируется, что он очень плохо дерётся, но в силу телосложения может выдержать ряд ударов. В финале, был убит Мудалем.
- Маллаккэни (Тощий; 말라깽이) — волк, питомец Ттунбо. Отличительной особенностью от сородичей является плешь на темени. Несмотря на то, что его хозяином является Ттунбо, подчиняется как ему, так и Чорачхи. Часто сталкивается и сражается с Квири, которого считает личным врагом с самой первой встречи и стычки, но все с ним противоборства заканчиваются не в пользу волка. Маллаккэни также труслив, как и его хозяин, но всё же умнее его и является неистощимым источником коварных планов, за что хозяин его любит, хотя и не исключает побоев. Погиб, вместе с Акхитхой и своим хозяином, во время финальной битвы.
- Нульджи (눌지) — шпион, засланный Волчьей стаей в Янъин, в котором занимает должность министра юстиции. Одет во всё чёрное. Является одним из информаторов отряда Чорачхи и часто даёт им различные поручения. Он манипулирует императором и испытывает понятную неприязнь к Ыльги и его друзьям, но несмотря на все свои усилия, в последнем эпизоде был арестован войсками императора. Также, известен как «Черный Призрак» (검은유령)
- Сестра — безымянная сестра Чорачхи, которая то и дело мелькает в различных кадрах. Практически всё время замаскирована под волка из-за чего нельзя её полностью разглядеть, даже когда она снимает свою маскировку. Но можно с уверенностью сказать, что на обеих руках она носит браслеты, а на среднем пальце правой руки ещё и кольцо. На лице у неё отсутствует боевая раскраска, она носит ожерелье и бандану с зубами волков и золотые серьги, а её волосы той же длины что и у брата, не говоря уже про одежду из волчьих шкур. В её обязанности же входит информирование брата и оказывание ему поддержки как словом, так и делом. Что касается её судьбы, после поражения Волчьей стаи, то она, равно как и у её брата, неизвестна.

## Критика
В целом, по сравнению с другими северокорейскими мультфильмами, которые имеют сильный пропагандистский подтекст, «Юные воины из Когурё» значительно более изысканны по содержанию, но это не означает, что в них нет пропагандистских элементов. Как видно из того факта, что КНДР считает период Когурё легитимностью корейской истории и символизирует сам северокорейский режим. В этой работе Когурё изображен утопической державой, жители которой преданы своему государству. Кроме того, его позитивный образ всячески подчёркивается, например, попытка спасти Янъин, который, возможно, символизирует Южную Корею. Волчья же стая изображается как жестокие и презренные негодяи, не считающиеся с чужими и своими жизнями и не чурающиеся никакими средствами и методами для достижения целей, в отличие от Когурё. Вполне возможно что Волчья стая это силы, противостоящие режиму КНДР. С внешней стороны это просто исторический материал, но политическая и пропагандистская атмосфера, свойственная Северной Корее, зачастую видна на поверхности, и нельзя сказать, что такого нет.
В то же время, несмотря на зрелищность, можно утверждать, что Когурё — единственное реально существующее государство из представленных в сериале, в то время как Янъин и Волчья стая являются вымышленными, а происходящие события и даже некоторые элементы далеки от реальной истории. Сооружение, в котором живут Вождь со своим сыном, воинами и слугами представляет собой зиккурат, которых, на территории Кореи, никогда не было. В то же самое время, существуют предположения, что Янъин — это ни что иное как Пуё (поскольку это государство также было расположено на севере от Когурё и, в конечном итоге, вошло в состав этого государства, где и растворилось), из-за чего также вытекает и то, что события происходят где-то в пятом веке нашей эры, а может и несколько раньше; что касается Волчьей стаи, то, по тем же предположениям, она является одним из маньчжурских племён Мохэ, и больше всего на прообраз Волчьей стаи походит племя Сумо, которое могло собирать большие армии и часто вторгалось в Когурё, в виду близости к этому государству. Стоит также упомянуть, что основой сил этих племён (не только Сумо) были пешие лучники, излюбленным средством которых было пропитывание своих стрел ядом.
Также, несмотря на то что мультсериал давно завершён, последняя его серия породила множество негодований, относительно того что в ней события быстро перескакивали с одного на другое, без связи и целостности. В частности, последняя битва, которая обычно является самой важной частью истории, заняла всего несколько секунд. Если учесть, что многосерийные мультфильмы, сделанные в КНДР, такие как «Бурундук и Ёжик», «Юный полководец» и «Умный енот», изначально планировалось выпустить всего от 1 до 10 эпизодов, а затем были расширены и транслировались по указанию Ким Чен Ира, а о этого считались пилотными концепциями. В то же самое время, это можно аргументировать тем, что целью мультсериала было показать прохождение героем пути от простого странника, отправленного с важной миссией, до генерала и попыткам врагов ему помешать, тем более что зрелищных боёв, в конечном итоге оказалось предостаточно.

## Список серий
| № | Название                                                     |
| - | ------------------------------------------------------------ |
| 1 | Колосья в крови «Пхимудын мильсо» (피묻은 밀서)              |
| 2 | Отец и сын «Абоджива адыль» (아버지와 아들)                  |
| 3 | Перед дворцом «Кунсоныль апхе туго» (궁성을 앞에 두고)       |
| 4 | Люди из Таллэмаля «Таллэмаль-сарамудыль» (달래말사람들)      |
| 5 | Испытание юного воина «Орипхёнсихап» (어리평시합)            |
| 6 | Необратимый путь «Муллёсольсо омнын гиль» (물러설수 없는 길) |
| 7 | Посланник из Когурё «Когурё-сасин» (고구려사신)              |